# 조연우 (바둑 기사)
조연우(趙涓祐, 1989년 2월 18일 ~ )는 대한민국의 바둑 기사, 인터넷 개인 방송인이다.

## 약력
초등학교 3학년 시기에 바둑에 입문하여 김종수 사범의 지도를 받았다. 원래 이름은 조미경이지만 조연우로 개명했다. 야탑고등학교 출신으로 2005년 제28회 여류입단대회 1위를 통해 입단했다. 2008년 제14기 여류국수전 본선과 2009년 제15기 가그린배 프로여류국수전 본선에 각각 진출했다. 2010년 싱가폴(비산)에서 한국바둑 세계화사업을 담당했다. 2020년 2단으로 승단했다.